# Kazimierz Ziajka
Kazimierz Ziajka (ur. 6 grudnia 1922 w Rymanowie, zm. 19 sierpnia 2017) – kapitan Wojska Polskiego, podporucznik piechoty Polskich Sił Zbrojnych, uczestnik bitwy o Monte Cassino, ekonomista.

## Życiorys
W 1940 roku został deportowany do Kazachskiej SRR. W 1942 roku zaciągnął się do Armii Andersa. W szeregach 4 Batalionu Strzelców Karpackich uczestniczył w kampanii włoskiej. Walczył m.in. w bitwach o Monte Cassino i Ankonę. Podczas walk był dwukrotnie ranny. W 1944 został awansowany do stopnia podporucznika.
Po zakończeniu II wojny światowej powrócił do Polski i zamieszkał w Katowicach. Został zdegradowany do stopnia kaprala. Ukończył studia ekonomiczne, a następnie pracował w Zakładach Konstrukcyjno-Doświadczalnych Przemysłu Maszyn Elektrycznych w Katowicach oraz Branżowym Ośrodku Badawczo-Rozwojowym Maszyn Elektrycznych KOMEL. Dzięki staraniom wnuka, w III RP awansowany na stopień kapitana.

## Odznaczenia
- Krzyż Walecznych
- Krzyż Zasługi z Mieczami
- Krzyż Pamiątkowy Monte Cassino
- Krzyż Kawalerskim Orderu Odrodzenia Polski,
- Złoty Krzyż Zasługi
- Srebrny Krzyż Zasługi
- Odznaka za Rany i Kontuzje (dwukrotnie ranny)
- Srebrny Medal „Za zasługi dla obronności kraju”[2]
- Krzyż Wojenny za Męstwo Wojskowe
- Gwiazda za Wojnę 1939-1945
- Medal za Wojnę 1939-1945
- Medal Obrony